# Højerup Sogn
Højerup Sogn er et sogn i Tryggevælde Provsti (Roskilde Stift).
I 1800-tallet var Højerup Sogn et selvstændigt pastorat. Det hørte til Stevns Herred i Præstø Amt. Højerup sognekommune gik i 1962 frivilligt med i Boestofte Kommune, som ved kommunalreformen i 1970 blev indlemmet i Stevns Kommune.
I Højerup Sogn ligger Højerup Kirke, der i 1913 afløste den gamle kirke, hvis kor styrtede i havet i 1928.
I sognet findes følgende autoriserede stednavne:
- Harvig (bebyggelse, vandareal)
- Højerup (bebyggelse, ejerlav)
- Knøsen (areal)
- Møllebjerg (bebyggelse)